# أرنولد كلينغ
أرنولد كلينغ (بالإنجليزية: Arnold Kling) هو اقتصادي أمريكي، ولد في 1954.